# نورتون للرعاية الصحية
نورتون للرعاية الصحية هو أحد مستشفيات سلسلة كنتاكي للرعاية الصحية والذي يضم 40 عيادة ومستشفى في لويفيل في كنتاكي وحولها. ويعد المستشفى وسلسلة الرعاية الصحية ثالث أكبر مُوظِف في القطاع الخاص.
حيث يوفر الرعاية لأكثر من 140 موقع في جميع أنحاء لويفيل الكبرى وإنديانا الجنوبية. ويتضمن النظام غير الربحي الواقع في لويفيل خمس مستشفيات و 1,837 سرير مرخص، وسبع مراكز للعيادات الخارجية، وأثنا عشر مركزاً للرعاية الفورية، وأكثر من 13,000 موظف، وحوالي 654 موظف من مقدمي الخدمات الطبية، وتقريباً مجموع 2,000 طبيب ضمن طاقمه الطبي.
| نورتون للعناية الصحية | نورتون للعناية الصحية                      |
| --------------------- | ------------------------------------------ |
|                       |                                            |
| الجغرافيا             |                                            |
| الموقع                | لويفيل، كنتاكي، الولايات المتحدة الامريكية |
| المنظمة               |                                            |
| نظام الرعاية          | خاص                                        |
| نوع المستشفى          | عام                                        |
| الخدمات               |                                            |
| المعايير              | معتمد من JCAHO                             |
| عدد الأسرّة            | 1969                                       |
| التاريخ               |                                            |
| أُسس عام               | 1886                                       |
| روابط                 |                                            |
| الموقع                | http://www.nortonhealthcare.com            |
| القوائم               | مستشفيات في الولايات المتحدة الأمريكية     |
| روابط أخرى            | List of hospitals in the United States     |

## التاريخ
بدأ ما يعرف حالياً بالسابق في منصب نورتون للرعاية الصحية في الأصل من أعمال جمعية الإرساليات لكنيسة القديس بولس الأسقفية. وقادت ماري لويس سوتون نورتون هذه المجموعة من خلال أفكارها في جمع التبرعات ومهاراتها القيادية لإنشاء مستشفى جون ن. نورتون التذكاري عام 1886 تكريماً لزوجها  الراحل. وخضع نظام المستشفى لتأثيرات متعددة من جماعات دينية مختلفة عبر السنين  بما في ذلك الكنيسة الأسقفية  والكنيسة الميثودية المتحدة وكنيسة المسيح المتحدة  والطوائف الكاثوليكية الرومانية والشيخانية  وجميعهم كُرسو لتعزيز فكرة الصحة والرعاية الطبية للمرضى الأقل حظاً.
ومما يجدر ذكره أيضاً أن مستشفى نورتون للأطفال الذي أُفتتح عام 1892 والذي يعد أول مستشفى مجاني للأطفال. ويعد المستشفى الذي يخدم 267 سرير المنشأة الأساسية لتعليم طب الأطفال لجامعة لويفيل بكلية الطب.

## المرافق الرئيسية
أبرز خمس مستشفيات لرعاية الحالات الحادة تقع من ضمن مترو لويفيل:
• مستشفى نورتون للأطفال (271 سرير مرخص) مستشفى الأطفال المستقل الوحيد في كنتاكي والذي يوفر خدمات كاملة.
• مستشفى نورتون أودوبون (432 سرير مرخص)
• مستشفى نورتون وجناح نورتون للرعاية الصحية (634 سرير مرخص)
• مستشفى نورتون للنساء والأطفال (373 سرير مرخص)
• مستشفى نورتون براونزبورو (127 سرير مرخص)
بالإضافة إلى أن نورتون للرعاية الصحية توفر خدمات في أثنا عشر مركزاً للرعاية الفورية في منطقة لويفيل.

## خطوط الخدمة الرئيسية
- معهد نورتون للسرطان: علاجات لأورام الدماغ، وسرطان المثانة وسرطان العظام وسرطان الثدي وسرطان عنق الرحم وسرطان القولون وسرطان الكلى وسرطان الدم وسرطان الكبد وسرطان الرئة وسرطان الغدد اللمفاوية وسرطان نخاع العظم وسرطان المبيض وسرطان البروستات وسرطان الجلد وسرطان الرحم.[1]
- نورتون لرعاية القلب: يوفر رعاية تشخيصية وطبية و تدخلية وجراحية للمرضى القادمين من كنتاكي وجنوب إنديانا. يعد مستشفى نورتون أودوبون ومستشفى نورتون براونزبورو ومستشفى نورتون معتمداً من مركز آلام الصدر وجمعية رعاية مرضى القلب والأوعية الدموية.[2] تعمل هذه المنشآت كمراكز استقبال إقليمية (للتدخل التاجي بطريق الجلد) وتوفر الرعاية القلبية اللازمة للمرضى على مدار الساعة في جميع أنحاء كنتاكي وجنوب إنديانا.
- معهد نورتون لعلوم الأعصاب: أُنشئ في أوائل عام 2009 ويوفر علاجات للاضطرابات العصبية المعقدة عبر عدة مناطق بما فيها طب الأطفال ورعاية مرضى السكتة الدماغية وعلاج أورام الدماغ ورعاية العمود الفقري واضطرابات الحركة مثل الصرع ومرض شلل الرعاش (مرض باركنسون) علاج الصداع وارتجاج المخ والصدمة والإصابات وأكثر.
- نورتون لرعاية العظام: يوفر رعاية للعظام في الجراحة العامة للعظام واستبدال المفاصل والإصابات والصدمات وطب الأطفال والأورام وحالات العمود الفقري والصحة الرياضية. حصل نورتون لرعاية العظام على الختم الذهبي للموافقة من اللجنة المشتركة لاستبدال الركب والفخذين.[3]
- نورتون لرعاية العمود الفقري
- نورتون للصحة الرياضية: علاج الإصابات الرياضية من الأكتاف والأكواع والركب.
- خدمات نورتون لمتابعة الوزن: تقدم خدمات لمتابعة الوزن ويتضمن طاقم العمل جراحان وطبيبان باطنيان مدرّبان على علاج السمنة وممرضات و أخصائي تغذية ومتخصصين في الصحة العقلية.
- نورتون للعناية بالنساء: تتضمن الخدمات علاجات لأمراض النساء، طب التوليد الذي يتضمن رعاية للحمل عالي الخطورة ورعاية للأطفال حديثي الولادة مع مستوى ثالث ورابع من وحدات العناية المركزة للأطفال. ووقاية وعلاج للسرطان يتضمن برنامج لصحة الثدي ومركز لرعاية قلب المرأة والأوعية الدموية  ورعاية لبعض مشاكل منتصف العمر الشائعة.

## العمالة وحصة السوق
يعد نورتون للرعاية الصحية وفقاً لبزنس فيرست  ثالث أكبر مُوظِف في لويفيل ولديه 12,000  موظف.  يوظف نورتون للرعاية الصحية حوالي 3,000 ممرض و 2,000 طبيب منتسب تقريباً. علاوة على ذلك، لدى نورتون للرعاية الصحية برامج لدعم طلاب التمريض للالتحاق بالجامعات الخاصة والعامة في كنتاكي وانديانا. صمم برنامج نورتون للمنح الدراسية لطلاب التمريض لتغطية تكاليف الرسوم الدراسية والكتب والإقامة والمأكل. في المقابل يجب على الطالب أن يعمل لدى نورتون للرعاية الصحية  لمدة شهر واحد عن كل 500 دولار استلمها بعد التخرج.
يعد نورتون للرعاية الصحية في لويفيل في كنتاكي مقارنةً بمزودو الرعاية الصحية الأخرون قائد سوق الأسهم في خمس مناطق رئيسية وهذا يتضمن 46 % من إجمالي حالات الدخول إلى المستشفى، 61% من إجمالي حالات الولادة، 53 % من إجمالي حالات مراجعة قسم الطوارئ، 41 % من إجمالي مراجعات العيادات الخارجية، و 50 %  من إجمالي العمليات.